# Johann Friedrich Hennert

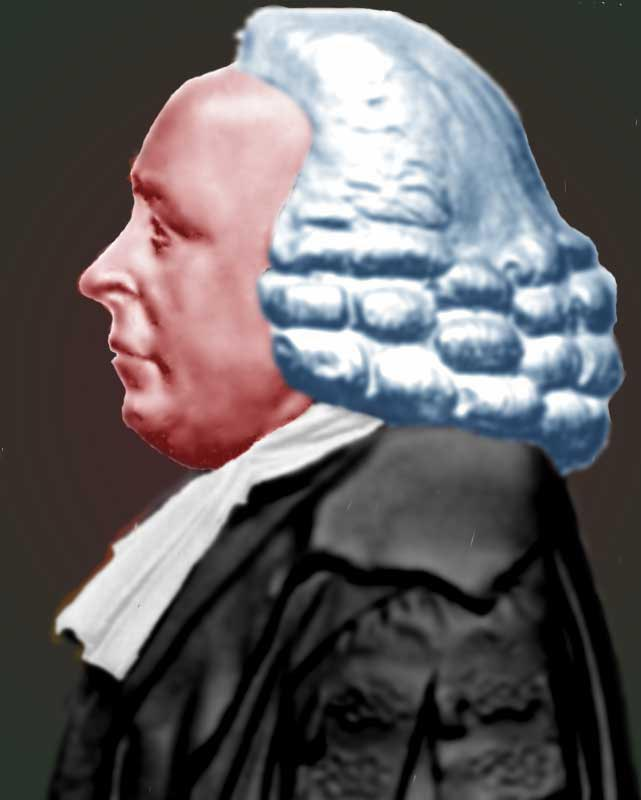
Johann Friedrich Hennert

Johann Friedrich Hennert (* 19. Oktober 1733 in Berlin; † 30. März 1813 in Utrecht) war ein deutscher Mathematiker und Astronom in Utrecht.

## Leben
Der Sohn des Hofrats am Obersten Rechnungshofes in Berlin Friedrich Hennert († vor 12. Juni 1771) wuchs offenbar in keiner unvermögenden Familie auf und war der ältere Bruder des Karl Wilhelm Hennert. Seine erste wissenschaftliche Ausbildung erhielt er am Joachimsthalschen Gymnasium, welches er unter dem Rektorat von Johann Philipp Heinius (1688–1775) frequentierte. Obwohl sein Vater es gern gehabt hätte, dass er sich den Rechtswissenschaften widmen möge, entwickelte er aber eine Vorliebe für die mathematischen Wissenschaften. Hier fand er ab 1747 in Johann Georg Sulzer einen Lehrer, der ihm die mathematischen Kenntnisse seiner Zeit näher bringen konnte. Jener dürfte es auch gewesen sein der ihn mit Leonhard Euler in Kontakt brachte, der an der Königlich-Preußischen Akademie der Wissenschaften in Berlin wirkte. Gern erinnerte er sich dieses Lehrers, der nachhaltig auf ihn wirkte.
1755 absolvierte er eine Reise, die ihn durch unterschiedliche europäische Orte führte. So lässt sich zum Beispiel seine Immatrikulation am 11. September 1755 an der Universität Leiden nachweisen. Sein Ziel war jedoch Paris, wo er zwei Jahre lang im Haus von Joseph-Nicolas Delisle wohnte. In jener Zeit lernte er auch den Professor für mathematische Physik Pierre Charles Lemonnier kennen. Um 1757 ging er nach Den Haag, wo er auf dem Gebiet der philosophischen Wissenschaften Unterricht gab und 1758 sein Erstlingswerk  Traite sur les Thermometres veröffentlichte. Am 1. November 1759 finden wir ihn wieder an der Leidener Hochschule, wo er sich als Repetent betätigte und mit Erlaubnis der Professoren in Leiden eine mathematische Schule eröffnete. Da Johann Castillon 1763 eine Berufung nach Berlin erhalten hatte, suchte man in Utrecht nach einem geeigneten Nachfolger für diesen. Daher wurde Hennert am 2. Januar 1764 von den Kuratoren der Universität Utrecht zum außerordentlichen Professor der Philosophie, Mathematik und Astronomie berufen.
Um den dafür notwendigen akademischen Grad zu besitzen, hatte er die Abhandlung dissertatione et sportulis vorgetragen, woraufhin er am 3. Februar desselben Jahres von Johann David Hahn zum Ehrendoktor der philosophischen Wissenschaften ernannt wurde. Die ihm übertragene Aufgabe trat er am 6. Februar 1764 mit der Rede de ingenio Mathematici an, erhielt am 7. Oktober 1765 die Berufung zum ordentlichen Professor der Philosophie, Mathematik und Astronomie und übernahm das Amt am 18. November 1765 mit der Rede De matheseos studio cum solida educatione conjungendeo. In Utrecht hatte er sich auch an den organisatorischen Aufgaben der Hochschule beteiligt und in den Jahren 1768/69 und 1781/82 das Rektorat der Alma Mater ausgeübt. Hier war unter anderem Jan Hendrik van Swinden einer seiner bedeutendsten Schüler. Während jener Zeit hatte er auch Angebote in Berlin und an der Universität Halle erhalten, die er jedoch ausschlug.
Als 1787 in der Batavischen Republik Unruhen ausbrachen, legte er am 6. März 1787 seine Utrechter Professur nieder und begab sich nach Hanau. Hier verweilte er nur für knapp ein Jahr. In der Zeit musste er sich mit einer Klage des Hanauer Brunnenarztes Dr. Jean Jassoy auseinandersetzen. Nachdem die Unruhen beendet waren, bemühte man sich wieder darum, Hennert nach Utrecht zu ziehen. Hier übernahm er am 31. August 1788 wieder sein Amt und wurde in demselben am 1. September 1788 von den Kuratoren der Hochschule bestätigt. Danach hatte er sich 1794/95 wieder als Rektor der Alma Mater an den organisatorischen Aufgaben der Hochschule beteiligt. 1802 erlitt Hennert eine Entzündung des linken Auges und erblindete in der Folge. Daher bat er um seine Entlassung aus dem Hochschuldienst, wurde am 10. Dezember 1804 emeritiert und verbrachte seinen Lebensabend im Ruhestand. Sein Nachfolger auf dem Gebiet der mathematischen und astronomischen Wissenschaften in Utrecht wurde sein einstiger Schüler Jan Frederik van Beeck.
Hennert war in erster Ehe mit der Dichterin Petronella Johanna de Timmerman (* 4. Februar 1724 in Middelburg; † 1. Mai 1786 in Utrecht) verheiratet. Seine zweite Ehe schloss er mit Constantia Agneta de Reder.